# 塔拉·沃乔恩
塔拉·沃乔恩（英語：Tara Watchorn，1990年5月30日—），加拿大女子冰球运动员，场上位置是后卫。她曾代表加拿大国家队参加2014年冬季奥林匹克运动会冰球比赛，获得一枚金牌。